# Мастер-класс
Мастер-класс (англ. master class, нем. Meisterkurs, Musikpädagogik, фр. classe de maître, в СССР использовался термин творческая мастерская) — оригинальный метод обучения и конкретное занятие по совершенствованию практического мастерства, проводимое специалистом в определённой области творческой деятельности (музыки, изобразительного искусства, литературы, режиссуры, актёрского мастерства, дизайна, а также науки, педагогики и ремесла) для лиц, достигших достаточного уровня профессионализма в этой сфере деятельности.

## История возникновения мастер-класса

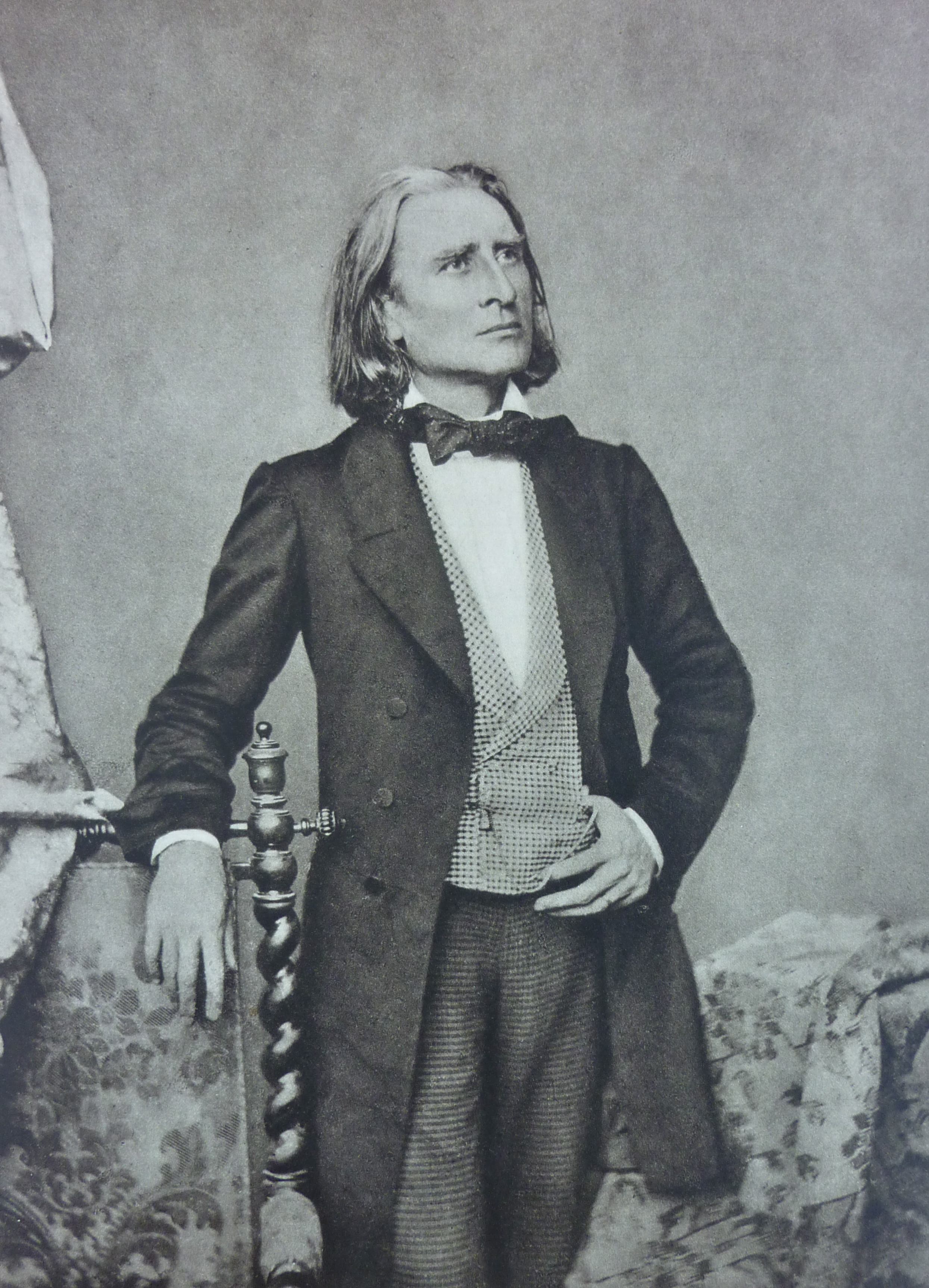
Ференц Лист

Отдалённым предшественником мастер-класса можно считать методику преподавания софистов в Древней Греции. Демонстрация своего мастерства софистом ученикам в присутствии публики сочеталась с детальной проработкой выступлений самих учеников преподавателем.
Отдельные элементы метода можно встретить в практике художников эпохи Возрождения и концертирующих музыкантов эпохи барокко. Магдалена Лаура Сирмен (Ломбардини) получала музыкальное образование в Венеции в Ospedale dei Mendicanti, где изучала пение, клавесин, скрипку и теорию музыки. В это же время она брала уроки игры на скрипке у Джузеппе Тартини в Падуе. В своём письме от 5 марта 1760 года, написанном ещё до личного знакомства маэстро и ученицы, Тартини рассказывает ей о приёмах игры на скрипке. По его содержанию можно предположить, что последовавшие занятия под руководством Тартини должны были проходить в форме, приближенной к мастер-классу.
Родоначальником мастер-класса в его современной форме обычно признаётся Ференц Лист, проведший мастер-класс в Веймаре в 1869 году. В его занятиях с музыкантами уже присутствовали основные атрибуты данного метода: демонстрация местными музыкантами своих навыков, отработка под руководством мастера деталей исполнения, оригинальных звуковых эффектов, фразировки и ритма, присутствие аудитории. Обычно мастер-класс был рассчитан на 10—20 участников. Хотя Лист не определял произведения к подготовке, большинство заранее интересовались, какие сочинения они могли бы отрепетировать к следующему мастер-классу. Его продолжительность была от полутора до двух часов; обычно он начинался в 16.30, после обеда и дневного сна. Среди слушателей мастер-классов Листа были Эмиль фон Зауэр, Мориц Розенталь, Жозе Виана да Мотта, Артур Фридхайм. Прекратил свои мастер-классы пианист только перед самой смертью.
Физик Уильям Томпсон в 1884 году провёл двадцать занятий по молекулярной динамике и волновой теории света в форме мастер-класса.
Широкое распространение получили мастер-классы в педагогической деятельности Густава Леонхардта, Мстислава Ростроповича, Владимира Горовица, Жорди Саваля, Кэйко Абэ и других выдающихся музыкантов XX века.
Некоммерческая общественная организация, зарегистрированная в Бристоле (Великобритания), ''Masterclass Media Foundation'', записывает мастер-классы крупнейших музыкантов современности. Фонд преследует две цели: во-первых, создать архив таких мастер-классов, а во-вторых, сделать их доступными на DVD-дисках и через Интернет для учащихся музыкальных школ и студентов всего мира. Среди деятелей искусства, с которыми сотрудничает Media Foundation Masterclass на постоянной основе: Максим Венгеров, Андраш Шифф, Бернард Хайтинк, Курт Мазур, Эвелин Гленни, Юрий Башмет, Томас Квастхофф.

## Структура и специфика мастер-класса
Классический мастер-класс включает:
- Демонстрацию специалистом своего мастерства или своего понимания проблемы в практической форме. Мастер выступает в роли консультанта, помогающего организовать учебную работу, осмыслить на новом, более высоком, уровне творческую деятельность. В отличие от тренинга и семинара мастер-класс обычно проводится для тех, кто уже состоялся как профессионал, но не удовлетворён достигнутым уровнем. В отличие от конференции в мастер-классе отсутствует равенство сторон процесса обучения.
- Вовлечение ученика в активную деятельность по освоению мастерства под контролем специалиста.
- Публичность. Наличие широкой аудитории, воспринимающей процесс общения мастера и его учеников, которая может вмешиваться в этот процесс, задавая вопросы и требуя пояснений.

Так участник творческой мастерской Мстислава Ростроповича описывает происходившее на занятии:

«Ростропович уже тогда занимался по системе, которая сейчас называется мастер-классом. На его уроках бывали не только виолончелисты из других классов, но и коллеги-педагоги, а часто и скрипачи, контрабасисты, пианисты, дирижёры… Композиторы приносили показать свои новые произведения. Класс был всегда переполнен, вдоль всех стен и на подоконниках сидели люди, слушая и наблюдая эти уроки, каждый из которых был для нас своего рода концертом... Здесь Ростропович занимался со своими учениками, ныне прославленными виолончелистами и педагогами, сделавшими его школу достоянием мировой культуры, такими, как Наталия Гутман, Миша Майский, Каринэ Георгиан, Виктория Яглинг, Давид Герингас, Иван Монигетти, Ваграм Сараджян. Последние — это, собственно, мои соученики и друзья, с ними мы занимались в классе в один период времени... Многие приходили с магнитофоном и записывали эти уроки. Миша Майский вообще постоянно сидел с магнитофоном в классе. Японцы приезжали с видеокамерами, это была тогда диковинка, новейшее изобретение... У Ростроповича всегда в запасе были какие-то очень яркие, точные, образные примеры, связанные с исполняемой музыкой. Некоторые из них он употреблял часто, а были такие, которые появлялись спонтанно, и которые можно было услышать только при кропотливой работе в классе. Сидя в потёртом зелёном кожаном кресле, поминутно вскакивая к роялю, он сам перевоплощался в композитора и снова создавал его произведение "здесь и сейчас"... Одна из характерных особенностей его занятий: он очень редко брал виолончель в классе, чтобы что-то показать. Как правило, он все свои замечания иллюстрировал на рояле — для того, чтобы студенты не копировали его внешне, а старались проникнуть в суть самой музыки, искали свои варианты интерпретации».— М. Ю. Уткин. Об Учителе и Человеке.

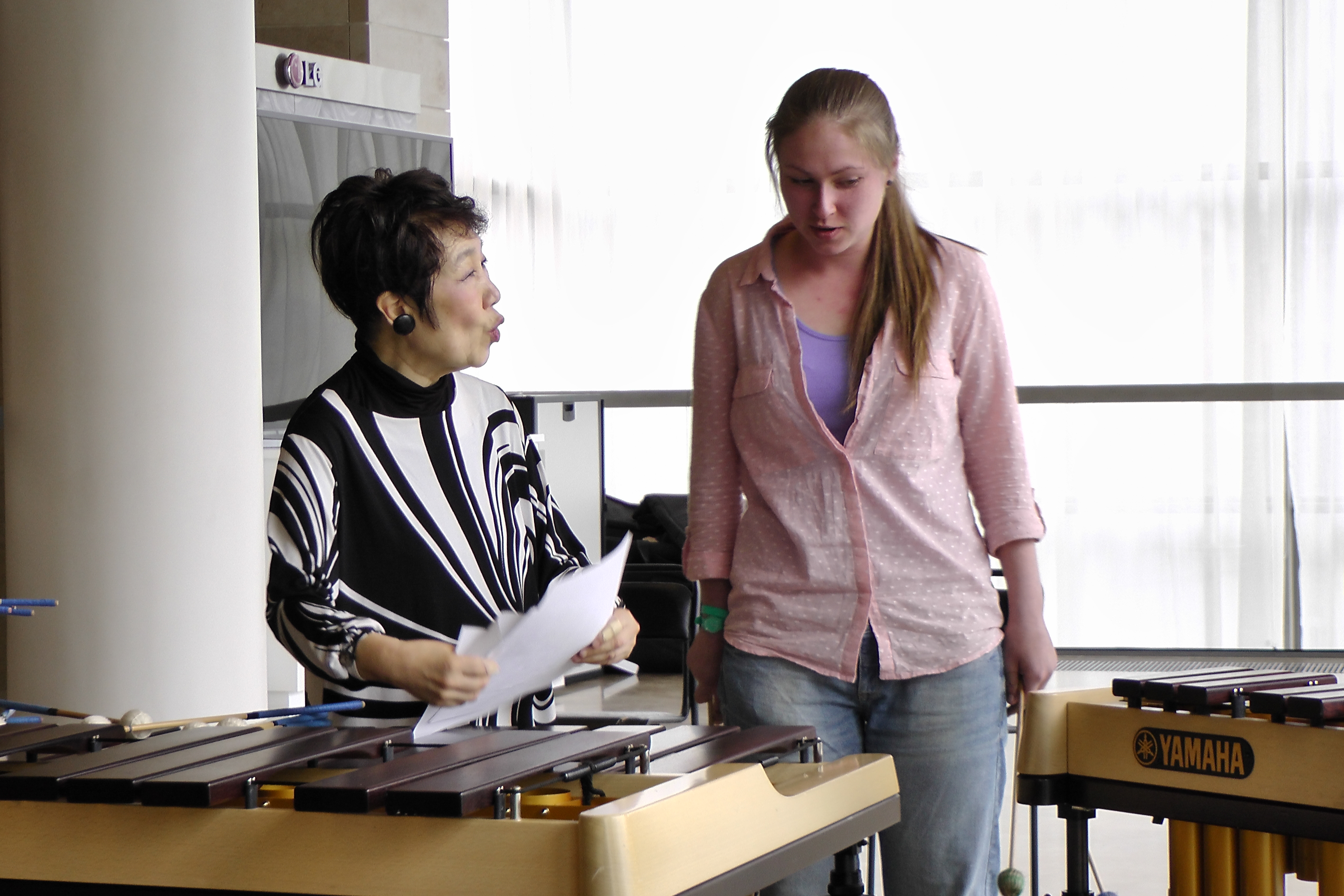
Кэйко Абэ на мастер-классе для студентов Санкт-Петербургской консерватории. 8.06.2016.

Мастер-класс может дополняться теоретическим обзором актуальных проблем и технологий, однако главная задача — передать способы деятельности, будь то приём, метод, методика или технология, а не сообщить или освоить информацию. Часто мастер-класс завершается дискуссией по результатам совместной деятельности мастера и аудитории.
Проведение мастер-класса не имеет строгих единых норм. Данная форма занятия не регламентируется и по времени: мастер-класс может продолжаться от часа до целого рабочего дня. Количество непосредственных участников может охватывать от двух до тридцати человек. Обычно проведение мастер-класса основывается на интуиции специалиста и на практических потребностях ученика. В ходе мастер-класса ученик осуществляет некую творческую деятельность, а мастер объясняет, как именно необходимо её осуществлять, комментирует свою точку зрения и сам демонстрирует отдельные элементы деятельности, объясняет наиболее типичные ошибки. После этого ученик повторно осуществляет деятельность с учётом объяснений мастера. Достоинства данного метода обучения: непрерывный контакт специалиста и ученика, практический характер и индивидуальный подход.
Если мастер-класс проводится на регулярной основе на протяжении длительного времени и с постоянными участниками, то такую форму занятий называют творческой мастерской.
Часто мастер-класс сопровождает гастроли выдающегося деятеля искусств и проводится за день до выступления либо на следующий день после него.
Одна из целей мастер-класса — интеллектуальное общение специалиста и начинающего, которое должно вести к развитию в ходе мастер-класса способности ученика самостоятельно и нестандартно мыслить. Важную роль играет также обучение аудитории профессиональному языку той или иной научной дисциплины (литературоведение, искусствоведение…).

## Мастер-класс в педагогике
Мастер-класс в педагогике близок к открытому уроку; он подразумевает активное участие в той или иной форме присутствующей на нём взрослой аудитории. Выделяются три основных типа педагогических мастер-классов:
- Презентация педагогического опыта: кратко характеризуются основные идеи презентуемой воспитательной или образовательной технологии, демонстрируется наглядный пример работы (в виде урока или внеклассного мероприятия); с аудиторией обсуждаются проблемы и перспективы в работе педагога (фактически такой мастер-класс является открытым уроком без ограничения по времени, проводимым в свободной форме).
- Имитационная игра: педагог проводит учебное занятие со слушателями, которые занимают место учащихся, играя одновременно две роли: учащихся и экспертов, присутствующих на открытом занятии.
- Моделирование: участники-учителя выполняют самостоятельную работу по конструированию собственной модели учебного занятия в режиме технологии урока, предложенной специалистом. Специалист, проводящий мастер-класс, выполняет роль консультанта; он только организует самостоятельную деятельность аудитории, а затем участвует в обсуждении авторских моделей, созданных в ходе занятия (этот вариант наиболее близок к классическому мастер-классу).

Выделяются также предметный и межпредметный мастер-классы.
Применяется мастер-класс обычно в обучении студентов и повышении квалификации учителей. К его достоинствам относят:
- высокую мотивацию участников, находящихся под обаянием личности специалиста;
- практическую отработку умений по планированию, организации и контролю деятельности;
- возможность индивидуального подхода по отношению к каждому участнику мастер-класса.

## Интересные факты
- С 1996 года в финале конкурса «Учитель года России» присутствует задание, именуемое «мастер-класс». В качестве учеников выступают взрослые (жюри конкурса[англ.] и конкуренты финалиста). За ограниченное время учитель должен продемонстрировать особенности своего педагогического подхода и обучить своей методике аудиторию[17].
- Ученики Листа признавались, что на его мастер-классах производило огромное впечатление не только его мастерство как пианиста, но и яркая личность. Они записывали его шутливые комментарии, многие из которых впоследствии становились весьма известными:

«Когда я играю, то я всегда играю для тех людей, которые занимают места на галёрке, чтобы они, заплатив только пять грошей за место, могли получить удовольствие от моей игры».— Amelia Muller Fay. Liszt. As a Teacher.

## Мастер-класс в художественном кинематографе и театре
- «Мастер-класс»[нидерл.][19] — дебютный фильм голландского актёра и режиссёра Ханса Теувена[англ.], посвящённый памяти его друга режиссёра Тео ван Гога; снят в 2005 году. Шесть студентов из театрального вуза приглашены на мастер-класс актёра Пира Мачини[нидерл.], не зная, что занятие фиксируется на плёнку для игрового фильма. Они выполняют самые нелепые задания, а узнав о цели съёмок, начинают сами принимать участие в разработке дополнительных сцен фильма.
- Режиссёр Майк Николс занят съёмками фильма «Мастер-класс», посвящённого оперной певице Марии Каллас, оставившей сцену и пытающейся наладить педагогическую карьеру и личные отношения с греческим миллиардером Аристотелем Онассисом. В главной роли — Мерил Стрип. В основе фильма одноимённая монопьеса драматурга Терренса Мак-Нелли[англ.][20]. Мария Каллас даёт мастер-класс, её ученики — вспомогательные фигуры. Они мало говорят, но много поют, поэтому обычно на театральной сцене эти роли исполняются не драматическими артистами, а оперными певцами. Певица излагает им свой вариант системы Станиславского, перемежая наставления воспоминаниями о личной жизни и оперной карьере[21]. Пьеса основана на реальных мастер-классах, которые певица проводила в Джульярдской школе (Нью-Йорк) с октября 1971 года по март 1972 года[22].

## Примеры мастер-классов
- Мастер-класс Максима Венгерова  (скрипка) в ГМПИ им. Ипполитова-Иванова
- Мастер-класс Владимира Соловьева для студентов-журналистов. Сибирский федеральный университет.
- Мастер-класс Шалвы Амонашвили по развитию речи во II классе. Харьковский Культурный Центр.